# 薩哈馬拉扎國家公園
13°57′S 47°39′E / 13.950°S 47.650°E
薩哈馬拉扎國家公園是馬達加斯加的國家公園，位於該國西北部索非亞區，始建於2007年，面積260平方公里，有半落葉森林、珊瑚礁和紅樹林等地貌。